# Quinotauro

Desenho de um quinotauro

O Quinotauro (do latim Quinotaurus "touro com cinco chifres") é uma mítica criatura ou divindade marinha, que de acordo com a Crônica de Fredegário (principal fonte primária dos eventos da Europa Ocidental do século VII), teria violentado a mulher do rei franco Clodion quando a mesma já estava grávida, e assim ela veio a dar luz a Meroveu, o lendário fundador da dinastia merovíngia. O Quinotauro possui um corpo metade touro, metade peixe, e em sua cabeça existem 5 chifres. Presume-se que a criatura seja um amálgama entre o deus Netuno e o Minotauro, sendo 3 de seus chifres uma alusão ao tridente de Netuno, e os outros dois, são os chifres do próprio Minotauro. A lenda sobre a concepção merovíngia foi adaptada em 1982 pelos autores Michael Baigent, Richard Leigh e Henry Lincoln no livro O Santo Graal e a Linhagem Sagrada (The Holy Blood and the Holy Grail), como a semente de uma nova ideia. Eles, por hipótese, afirmam que a lenda "descendido de um peixe" era na verdade uma referência ao conceito de que a linha merovíngia havia se unido, via casamentos, com a linha sanguínea direta dos descendentes de Jesus Cristo, porque o símbolo dos primeiros cristãos também havia sido um peixe. Essa teoria foi popularizada posteriormente em 2003 pelo livro O Código Da Vinci, escrito por Dan Brown.[carece de fontes?]
Quando o peixe-boi foi descoberto no Brasil pelos portugueses no século XVI, de início, logo foram associados ao quinotauro. 